# Подорожнє (Олександрійський район)
Подоро́жнє — село в Україні, у Великоандрусівській сільській громаді Олександрійського району Кіровоградської області. 
Село було переселене із збереженням колишньої назви у 1960-х роках у зв'язку із затопленням Кременчуцьким водосховищем. Попереднє село Подорожнє знаходилось приблизно за 20 км на півн.-зах. від нинішнього розташування.

## Археологія
Біля затоплених сіл Качанівки і Пеньківки виявлені поселення доби бронзи (II тисячоліття до н. е.), скіфського часу (VI—V ст. н. е.), чотири слов'янські поселення (VI—VIII ст. н. е.) в одному з яких розкопано 60 напівземлянок.

## Історія
Територіальна громада Українського народу жителів села Подорожнього, виникла у 60-х роках 18 століття.
|  | 1863 р. Подорожнє, село за 8 верст від села Липового та Калабарки і за 3 від Дніпра, лежить на низинній рівнині, нині піщаної; утворилося з хуторів стародавнього містечка Воронівки, поблизу дороги, так званої Татарській, що лежали. Жителів обох статей 1986 сукупно з хуторами: Устимівка, Самусівка і Клочкове. У 1808 році в 81 дворах налічувалося 919 жителів. Церква в ім'я Архістратига Михаїла, дерев'яна, 5-го класу; землі мала 41 десятину; побудована спочатку, після перенесення з Воронівки, 1764 р.; але ця церква згоріла в 1858 році, а з 1860 побудована нинішня, з іконостасом колишньої церкви, почорнілим від пожежі. До приходу належить село Воронівка, за 4 версти від Подорожнього. При самому Дніпрі лежить. Жителів обох статей 469. Давнє містечко Воронівка, яка згадується в трактаті між Росією і Польщею 1686 року, лежало вище по Дніпру на 2 версти. Воно підмито та зруйновано хвилями Дніпра. У візитації церков Чигиринського деканату за 1741 рік описана Свято-Михайлівська Вороновська церква, зі згадуванням, що вона побудована 1728 року після спаленої церкви. У Воронівці тоді було ще 80 дворів і до 600 жителів. Священиком церкви був Іван Якубович, висвячений 21 червня 1725 в Переяславі. Самусівка, за 2 версти на захід серед соснового бору. Стверджують, що село це як хутір, заснував у кінці XVII століття Трохим Самусь — родич Богуславського полковника, який перейшов з Полтавської губернії. Жителів обох статей 260. Клочкове, між Подорожнім і Липовим за 3 версти від того й іншого села. Жителів обох статей 312. Засноване одночасно з Самусіївкою. |

Клірові відомості, метричні книги, сповідні розписи церкви св. Михаїла с. Подорожнє Київського воєв., з 1797 р. Чаплинської волості Чигиринського пов. Київської губ. зберігаються в ЦДІАК України. 
Під час організованого радянською владою Голодомору 1932—1933 років померло щонайменше 290 жителів села.
12 травня 1941 р. ліквідували Воронівську сільську Раду, включивши село Воронівка до складу Подорожнянської сільської Ради, а хутір Коропівка — до складу Клочківської сільської Ради, Ново-Георгіївського району, Кіровоградської області.
У роки німецько-радянської війни в боях брали участь 216 жителів села, 84 з них не повернулися з фронтових доріг, 132 відзначено урядовими нагородами.
Під час спорудження Кременчуцької ГЕС Подорожнє потрапило в зону затоплення. Забудова села за генеральним планом розпочалася на новому місці у 1956 році. Сюди переселилися і жителі сусідніх сіл. Нове село Подорожнє розташоване на правому березі Дніпра і Кременчуцького водоймища, за 16 км на захід від міста обласного значення Світловодська.

## Населення
Згідно з переписом УРСР 1989 року чисельність наявного населення села становила 2001 особа, з яких 904 чоловіки та 1097 жінок.
За переписом населення України 2001 року в селі мешкали 1752 особи.

### Мова
Розподіл населення за рідною мовою за даними перепису 2001 року:
| Мова       | Відсоток |
| ---------- | -------- |
| українська | 91,85 %  |
| російська  | 7,06 %   |
| білоруська | 0,69 %   |
| вірменська | 0,29 %   |
| гагаузька  | 0,06 %   |
| угорська   | 0,06 %   |

## Сучасність
Населення села станом 01.01.2016 року складає 1691 осіб, з яких 143 дитини шкільного віку та 128 дошкільного віку. В селі розташовано україно-болгарське підприємство НАК з виробництва сирів та кисломолочної продукції. На території села знаходиться амбулаторія, навчально-виховний комплекс: загальноосвітня школа I—III ступенів та дитячий садочок, районний будинок дитячої та юнацької творчості. В селі працюють сільський будинок культури, сільська бібліотека, аптека, 5 магазинів, церква та апарат управління.

## Відомі люди
- Мельників Ростислав Володимирович — поет, літературознавець, критик, редактор, кандидат філологічних наук.
- Плющ Михайло Вікторович (1987—2014) — солдат Збройних сил України, учасник російсько-української війни.